# Кодар, Оя
Оя Кодар (хорв. Oja Kodar; род. 1941, Загреб, Хорватия) — хорватская актриса, сценарист, режиссер. Была партнером по работе американского актера Орсона Уэллса.

## Биография
Оя Кодар (имя при рождении — Ольга Палинкаш (венг. Olga Pálinkás)) родилась в Загребе, Хорватия. Была хорваткою по материнской линии и венгеркой по отцовской. С 1961 и до смерти Орсона Уэллса была его партнершей по работе и по жизни. Они встретились в 1961 на съемках фильма «Процесс». На то время Орсон был женат, однако это не помешало им впоследствии начать отношения, которые продолжались до смерти Уэллса в 1985 году. Общественность узнала о связи Кодар и Уэллса из итальянской прессы в 1970 году, однако Орсон продолжал одновременно отношения и с женой и с Кодар.

## Карьера
В начале карьеры Кодар сыграла роль в французско-итальянской комедии «Нежный проходимец» с Жаном-Полем Бельмондо в главной роли. В 2015 на телевидении показали «Венецианского купца» режиссёра Орсона Уэллса с участием актрисы, снятого еще в 1969 году. В следующем году закончились съемки фильма «Глубина» того же режиссера но лента увидела свет только летом 2007 года. В Кодар была главная роль Рей Ингрем — жены Джона, которые по сюжету отправились в путешествие на яхте и попали в неприятности. После работы в короткометражного фильма «Лондон», она попробовала себя в качестве сценариста фильма «Фальшивка» в сотрудничестве с Орсоном Уэллсом. Следующая актерская работа была в югославской ленте «Тайны Николы Теслы». В 1982 Ойа дебютирует как продюсер фильма «Мечтатели» Орсона Уэллса. В романтической комедии «Кого-нибудь любить», события в которой происходят в День Святого Валентина, она сыграла Елену. В 2000 году состоялась премьера драмы «Неоспоримые доказательства», которая снята по сценарию Кодар.

## Фильмография

### Фильмы
| Год  | Название                     | Оригинальное название          | Роль           | Примечания                             |
| ---- | ---------------------------- | ------------------------------ | -------------- | -------------------------------------- |
| 1966 | «Нежный проходимец»          | Tendre voyou                   |                | актриса; указана как Olga Dan Palinkas |
| 1969 | «Венецианский купец»         | The Merchant of Venice         |                | актриса; телефильм                     |
| 1970 | «Глубина»                    | The Deep                       | Ингрэм Рей     | актриса                                |
| 1971 | «Лондон»                     | London                         | Леди Черчилль  | актриса; короткометражка               |
| 1973 | «Фальшивка»                  | F for Fake                     |                | сценарист, в титрах не указана         |
| 1980 | «Тайны Николы Теслы»         | Tajna Nikole Tesle             | Кэтрин Джонсон | актриса                                |
| 1982 | «Мечтатели Орсона Уэллса»    | Orson Welles' The Dreamers     |                | продюсер; короткометражка              |
| 1987 | «Кого-нибудь любить»         | Someone to Love                | Елена          | актриса                                |
| 1989 |                              | Jaded                          | Россанда       | актриса, режиссер, продюсер            |
| 1992 | «Дон Кихот Орсона Уэллса»    | Don Quijote de Orson Welles    |                | ассоциативный продюсер                 |
| 1993 |                              | Vrijeme za…                    |                | сценарист, режиссер                    |
| 1995 |                              | Orson Welles: The One-Man Band |                | актриса, режиссер                      |
| 1997 | «Большой приз»               | The Big Brass Ring             |                | сценарист; короткометражка             |
| 1999 | «Неоспоримые доказательства» | The Big Brass Ring             |                | сценарист                              |
| 2018 | «Другая сторона ветра»       | The Other Side of the Wind     |                | актриса                                |